# Colunista

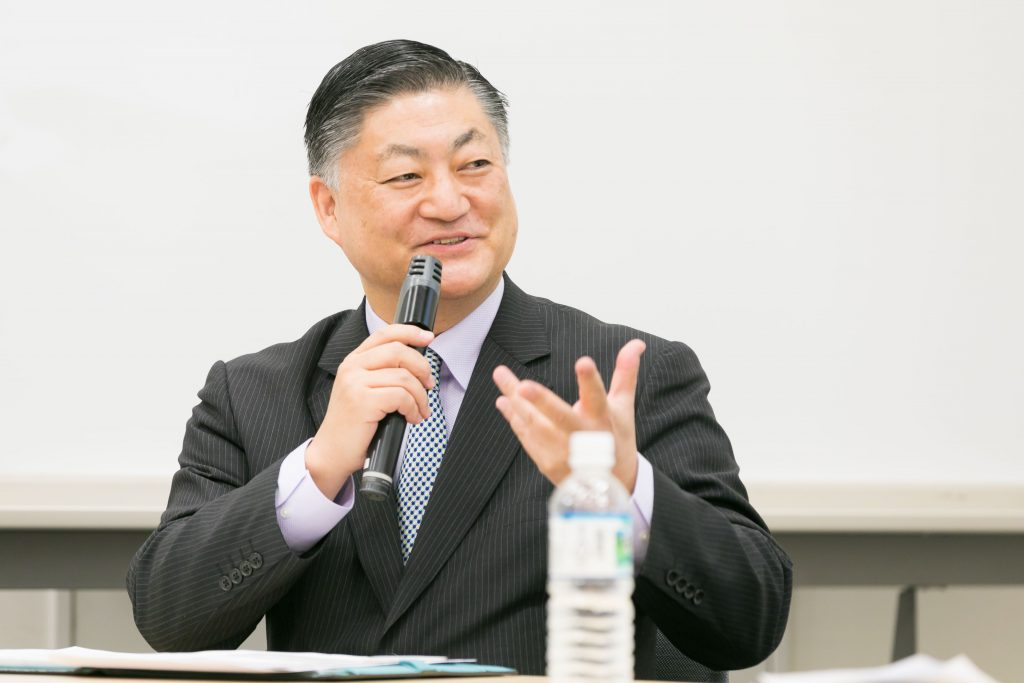
Hiroshi Yamaguchi (2017)

O colunista é um profissional do jornalismo que trabalha escrevendo regularmente para veículos de comunicação (jornais, revistas, rádio, TV, websites), produzindo textos não necessariamente noticiosos denominados colunas. O colunista não precisa ser necessariamente jornalista (o que significa, no Brasil, não precisar ser bacharel em Jornalismo). Alguns dos colunistas brasileiros mais conhecidos, como Luís Fernando Veríssimo e Arnaldo Jabor, não são jornalistas.
O nome "Coluna" surgiu em virtude da diagramação original dos textos não-noticiosos publicados regularmente em espaço predeterminado no jornal. Nos periódicos do século XIX, tudo que não era notícia era diagramado numa única coluna vertical, de alto a baixo da página, à parte do resto do conteúdo — exceto pelos folhetins, que eram publicados geralmente na parte inferior da primeira página, ocupando todas as colunas da esquerda até a direita. Com o passar do tempo, os textos de colunas deixaram de ser limitados a uma coluna de diagramação e passaram a ter qualquer formato, mas mantendo o caráter de informações curtas, em notas, ou observações do cotidiano, em linguagem de crônica.
Até a década de 1990, era mais comum que cada coluna tivesse um tema específico, a despeito dos autores que assinassem os textos. Assim, o mesmo espaço era preenchido por diversos profissionais, versando sobre os mesmos assuntos (por exemplo, a coluna social Swann, publicada em O Globo, assinada por mais de um autor). Atualmente, porém, os colunistas têm recebido mais destaque do que as colunas, o que lhes permite escrever sobre praticamente qualquer tema, desde que o leitor identifique neles um estilo próprio do autor. Este fenômeno tem aproximado os textos de coluna do chamado Jornalismo literário.

## Coluna social
Um tipo muito comum de colunismo é a Coluna Social, que consiste em reunir informações (nem sempre notícias) sobre personalidades famosas na sociedade de uma cidade, região ou país. Colunistas sociais trabalham "caçando" notas sobre artistas, celebridades, milionários, figuras excêntricas, autoridades e outras pessoas. Este tipo de trabalho é muitas vezes criticado por borrar o limite entre o jornalismo e a boataria.
Do ponto de vista do seu enquadramento no campo do Jornalismo, o colunismo social é classificado como subgênero. Esta é a proposta apresentada por Ani Mari Hartz Born para o tipo de mídia que aborda, predominantemente, a vida na sociedade. Com base na tipificação sistematizada por José Marques de Melo, a autora explica que as colunas sociais pertencem à categoria Jornalismo Opinativo, enquadram-se no gênero Coluna e são tipificadas como Mexericos.
A coluna social está “centralizada em pessoas, principalmente as figuras da alta sociedade, as personalidades famosas, ou mesmo, no caso dos pequenos jornais, às pessoas de destaque da comunidade. Divulga confidências, indiscrições, faz elogios, impõe sanções comportamentais. Inicialmente voltado para a high society, esse tipo de coluna subdivide-se depois por ramos de atividades: cinema, teatro, música, esporte, economia” (BORN, 2010, p. 7).

### Histórico de algumas décadas
Muniz Sodré e Raquel Paiva, no livro Cidade dos Artistas, apresentam um resumo do colunismo social brasileiro em algumas décadas. Nos anos de 1940, havia uma clara separação entre ricos e pobres. Os colunáveis eram grandes empresários, diplomatas e membros do patriciado rural e urbano. Até mesmo o texto se diferenciava do atual, sendo à época sisudo e reverencial. Já na década de 50, o destaque como colunáveis ia para a burguesia industrial mercantil, que veio a formar a classe agrário-exportadora. Celebravam-se os sinais de poder e o consumo de luxo. Nessa época, já registrava nas colunas a presença de chistes e leves comentários de situações do cotidiano e personagens. Formava-se, assim, a mitologia do “grand monde” ou “café soçaite”, tendo como nome de destaque o colunista Ibrahim Sued. Nessa época também começam a ter espaço nas colunas artistas do rádio e do teatro e também da TV.
Os autores definem essa época do colunismo social como a “semiose de um microuniverso de privilegiados”. Explicam que nem sempre o dinheiro era, exclusivamente, o elemento que permitia o acesso ao “soçaite”, “abrasileiramento de ‘hight-society’, depois traduzido para ‘alta sociedade’ e, ainda, ‘a sociedade’ ou ‘gente bem’”. O cultivo de “boas” relações sociais, um mínimo de cultura (saber alguma língua estrangeira, de moda, de gastronomia) e o domínio de táticas para ascender socialmente estavam presentes no colunismo da década de 1950. O colunista “era alguém que, efetivamente, contava depois alguma coisa. De seu acesso aos círculos mais fechados e, claro, de uma discrição bem dosada, provinha o seu prestígio junto às elites dirigentes e, daí, junto ao dono do jornal e seu público” (PAIVA; SODRÉ, 2004, p. 26).
Gilberto Freyre destacou nos idos de 1970 o colunismo social produzido pela sociedade brasileira e detectou a “frivolidade e a vaidade” como características nacionais. “Quem não sofre da vaidade, ainda burguesa, de ter noticiado, no Brasil de hoje, em jornal, o batizado de um filho ou o noivado de uma filha ou o jantar oferecido a um amigo?”.

### Colunismo social na contemporaneidade
Em um cabaré onde é possível atestar a interpenetração da vida pública e da vida privada, as colunas sociais se destacam como uma produção simbólica relevante para compreender determinadas sociedades. Não há dúvidas que a coluna social é um gênero produtivo do jornalismo brasileiro, que exerce influência sobre as práticas sociais e que ajuda a formar a opinião pública do público afetado por elas.
Assim, a produção midiática do colunismo social se posiciona em um lugar privilegiado que ao se configurar como um gênero do jornalismo que contempla assuntos como celebrações coletivas e privadas, feitos de pessoas da sociedade local, pessoas famosas, locais onde essas celebrações ocorrem, publicidade e propaganda, além de assuntos culturais, relacionados à beneficência, saúde/beleza/moda, dentre outras amenidades.
Um trabalho que contribui para o preenchimento da lacuna acerca do universo das celebridades em produções midiáticas do segmento impresso é a dissertação de mestrado de Ana Claudia Souza que buscou compreender como se dá o processo de produção e o discurso simbólico da revista semanal Caras, além de entender como a publicação retrata a vida real, sendo muitas vezes representada num jogo de imagens que a aproxima da ficção. Como resultado, Souza constata que Caras (re) inventa o real. “É fato que a era das celebridades criou um mundo de representações, onde aparência e realidade se confundem o tempo todo. Mas até o surgimento de Caras, esse mundo não tinha um canal em que pudesse se expor, se expressar e se revelar em toda a sua complexidade, resultado de uma cultura voltada para o consumo e a realização imediata, efêmera. [...] A revista mergulhou fundo na vida privada, nos fatos do cotidiano, mas organizou tanto esse universo, manipulou-o tanto, que terminou por criar um ambiente nem público, nem privado, que só existe em suas páginas, onde a vida (ou um tipo de vida) corre em perfeita harmonia e mesmo os revezes podem ser superados na semana seguinte” (SOUZA, 2004, p. 127).
Souza defende que a busca por ter refletido o seu “eu” no espelho da mídia não é operação exclusiva da televisão ou do cinema. No mercado editorial brasileiro, é possível encontrar com facilidade dezenas de títulos dedicados exclusivamente ao universo das celebridades, com mais destaque para as colunas jornalísticas new-wave, que se ocupam em reproduzir flagrantes de festas ou outros acontecimentos mundanos.
Ao longo dos anos, acompanhando as transformações engendradas na sociedade, as colunas foram se transformando. Segundo Raquel Paiva e Muniz Sodré, as colunas de hoje tem privilegiado mais os assuntos ligados à política e à economia. As antigas temáticas como festas e estilo privilegiado de vida não desapareceram das colunas, mas perderam muito do brilho que tiveram no passado. “Os que hoje mais se exibem são os ricos emergentes e os profissionais da mídia de entretenimento”.

## Informe
Outra forma recorrente de colunas em jornais diários é o Informe, um espaço considerado nobre — publicado muitas vezes na página 2 — com notas e informações voltadas principalmente para política e economia. Os colunistas de informes são, freqüentemente, figuras respeitadas no meio jornalístico e no círculo político do lugar onde trabalham.
Um informe que foi referência no jornalismo brasileiro durante décadas foi o Informe JB, do Jornal do Brasil.

## Colunistas no Brasil
O jornalismo no Brasil está sendo cada vez mais ocupado por colunas. Nomes famosos do jornalismo brasileiro hoje em dia são, em vez de repórteres e editores, os colunistas que publicam seus nomes e rostos em destaque nas páginas dos jornais. Isto é atribuído, principalmente, às mudanças de novas tecnologias de comunicação, como a internet, que diminuíram a importância de jornais e revista como divulgadores de notícias quentes e aumentaram a função de comentar os fatos.
Por vezes, empresários e esportistas especializados num determinado assunto, tornam-se colunistas escrevendo sobre suas respectivas especialidades, e mesmo respondendo a perguntas de leitores que têm dúvidas sobre determinado assunto.